# Famille de Chevron Villette
Pour les articles homonymes, voir Chevron et Villette.
Ne doit pas être confondu avec Famille de la Villette.
Cette page explique l’histoire ou répertorie les différents membres de la famille de Chevron Villette.
La famille de Chevron Villette est une ancienne famille noble d'extraction chevaleresque, issue de l'alliance de deux familles — la famille de Chevron originaire de la combe de Savoie et une branche de la famille de Villette implantée en Haute-Tarentaise — au XIIIe siècle, sur preuves de 1328. Certains de ses membres portaient autrefois, simplement le nom de Villette, invitant parfois à la confusion avec la branche de Tarentaise.
La famille compte plusieurs officiers au service de la maison de Savoie et d'ecclésiastiques.
Cette famille fait partie des familles subsistantes de la noblesse française depuis 1860, date de l'annexion de la Savoie à la France, sous le Second Empire. Elle est adhérente de l'ANF, depuis 1960.

## Histoire
La famille de Chevron Villette parait avoir eu pour berceau la baronnie de Villette, située en Tarentaise. Les premiers degrés de sa généalogie sont fort embrouillés. Elle trouve son origine dans l'alliance de deux familles, probablement à la fin du XIIe siècle, puis dans la fusion des deux familles au siècle suivant, l'une originaire de la combe de Savoie, les Chevron, la seconde, de Tarentaise, les Villette. Sa filiation est rigoureusement établie à partir de 1328,.
Au cours des siècles, l'attitude constante de la maison de Savoie a été de tenter de mettre la main sur les fiefs et biens de la famille de Chevron Villette ; cela s'est fait aussi bien par une politique de mariage (5 unions entre les Chevron Villette et la branche Savoie-Arvillard (voir infra) que par des tentatives de confiscations du XIVe  au  XVIe siècle.

### Famille de Villette
Les Villette sont des seigneurs bannerets des comtes de Savoie, originaires de Villette, proche d'Aime, en Tarentaise.
Félix Bernard (1883-1972), historien local, en fait une branche cadette de la famille de Briançon (ou Briançon-Aigueblanche), vicomte de Tarentaise, puisque les deux familles apparaissent à la même période dans les différentes actes de la vallée.
Les seigneurs de Villette sont vassaux des archevêques-comtes de Tarentaise. Ils possèdent la seigneurie de Villette, où ils détiennent des biens dont les tours de Villette, la tour dite de Montmayeur à Aime, mais également dans les environs d'Aigueblanche, tout comme les Briançon-Aigueblanche. Les membres de la famille se font enterrer au prieuré de Saint-Martin d'Aime.
Leurs liens avec la famille de Chevron restent troubles selon les historiens, notamment Amédée de Foras. Cette alliance remonterait au début du XIIIe siècle,. Surtout que le patronyme est utilisé indifféremment par la branche des Villette restés en Tarentaise et ceux s'étant fondus avec les Chevron,.
L'historien Léon Menabrea (1804-1857) mentionne un Thibaud de Villette vers 1150 dans un acte entre le comte de Maurienne Humbert III. Il note ainsi que ce seigneur marie ses deux fils, vers 1189, aux héritières de la famille de Chevron, faisant ainsi passer les possessions de ces derniers dans celles des Villette.
En 1308, un Jean de Villette vend le fief familial de Villette, tenu selon ses dires en alleu, à l'archevêque-comte de Tarentaise, Bertrand Ier de Bertrand. Jean de Villette est ensuite investit du fief, tout en se reconnaissant homme-lige du prélat. L'année suivante, François de Villette reconnaît à son tour détenir ses droits sur Villette, ainsi que le quart de la seigneurie et de la juridiction de l'archevêque.
Si la branche des Chevron Villette fait hommage aux comtes, puis aux ducs de Savoie, les Villette de Tarentaise font hommage aux archevêques-comtes.

### Famille de Chevron
La tradition familiale, reprise par quelques érudits locaux, indiquerait qu'un Wilfried de Chevron, présent lors de la (re)fondation du prieuré de Lémenc (sur les hauteurs de Chambéry) en 1029 par le roi Rodolphe III de Bourgogne. Toutefois, Amédée de Foras, à propos de cette filiation, considère qu'il est « inutile de la faire remonter, avec des généalogistes d'imagination, à Wilfrid de Chevron, surnommé de Cuynes ». Une seconde tradition plus répandue rattache à cette famille le pape Nicolas II, qu'elle fait naître dans le château de Chevron,. Mais la plupart des historiens, sans remettre en cause cette présentation, rappellent qu'aucune source ne permet de le justifier, dont notamment Amédée de Foras.
La famille de Chevron réside principalement dans son château de Châteauvieux (disparu au XIVe siècle et remplacé par un manoir), ainsi que dans celui de Chevron, tous deux situés dans la paroisse de Mercury,. Ces châteaux permettent le contrôle de la Haute-Combe de Savoie, avec les seigneuries de Mercury, Allondaz, Thénésol, du col de Tamié, par la voie romaine transversale Genève-ad Publicanos (proche d'Albertville) et l'entrée de la vallée de la Tarentaise, permettant de rejoindre le col du Petit-Saint-Bernard,.
La fondation de l'abbaye de Tamié, en 1132, est possible grâce à l'octroi d'un domaine par les seigneurs et frères Petro, Willelmo, Aymardo de Cavreduno (Pierre, Guillaume et Aymard de Chevron),. Aymard est indiqué comme absent le jour de la transaction,.
Quatre seigneurs de Chevron participent à la deuxième croisade aux côtés du comte en Maurienne Amédée III, à la deuxième croisade. Certains auteurs du XIXe siècle contribuent à la confusion sur le nom de la famille, en indiquant la participation des Chevron-Villette.
L'historien Henri Ménabréa (1882-1968), écrit « quelques-uns, les Chevron et les sires de Miolans devaient affirmer longtemps qu'ils ne dépendaient que de l'Empire, c'est-à-dire de personne », mais en mai 1306 Humbert de Chevron se voit obligé de céder au comté Amédée V de Savoie la souveraineté immédiate de la baronnie de Chevron qui ne relevait que de l'empire d'Allemagne ; ses descendants en obtiennent l'inféodation comme fief dépendant du comté de Savoie.

### Famille de Chevron Villette
L'apparition du nom Chevron Villette fait suite au mariage entre les deux fils de Thibaud de Villette, Amédée (Vullielme ?) et Humbert, aux deux héritières de la famille de Chevron, Guillermine et Julienne, vers 1189, selon l'historien Jean-Louis Grillet (1756-1812),,. Ces dernières sont les filles de Guillaume (II) de Chevron, et d'une dame de Villette, sans descendance mâle[réf. nécessaire]. Les titres et biens des Chevron se fondent dès lors dans ceux des Villette. À partir de cette date de mariage, les descendants semblent utiliser le nom composé de Chevron Villette, toutefois il semble être indifféremment utilisé, et alterné avec l'usage simple de Chevron ou de Villette, auquel il faut ajouter la branche de Villette restée en Tarentaise,.
Par cette alliance, la puissance des Chevron Villette repose désormais sur le contrôle, depuis leur nouveau château de chevron dominant la plaine d'Albertville, les principaux axes reliant le comté de Genève, la Tarentaise, la Maurienne et la Savoie Propre dans le comté de Savoie.
Le nom des deux frères, Amédée (Vullielme ?) et Humbert, se retrouvent dans de nombreux actes au cours de cette période (1195-1218). Ainsi, Amédée passe un accord en 1216 avec les chanoines de la cathédrale Saint-Pierre de Moûtiers pour des « biens situés sous le château de Chevron. »
Selon Jean-Louis Grillet, un Hu(m)bert de Chevron Villette, seigneur de Montailleur, épouse en 1226, dame Béatrix, héritière de la famille de Giez. Leur fils, Henri, semble être à l'origine de l'achat du vidomnat de Rumilly. Les liens entre la famille de Chevron Villette et Giez remontent au XIIIe siècle. Ainsi un Humbert II de Chevron Villette fait un don à l'abbaye de Tamié à partir de ses biens détenus sur Giez.
En 1275, une transaction relative à la juridiction de Villette est passée entre Humbert de Villette, seigneur de Chevron, et Humbert de Villette.
Selon des sources différentes, le 5 ou les 6 mars 1306, « Amédée V aurait acheté à Humbert (IV) de Villette la suzeraineté immédiate de la terre de Chevron », reprenant l'historien Jean-Louis Grillet, qui indiquait dans son ouvrage Humbert III. Grillet précisant que cet Humbert (III) est gouverneur du château de l'Île de Genève, conseiller d'Aimon comte de Savoie et vidome et grand sénéchal de la ville de Sion, il s'agit toutefois d'Humbert (V) de Chevron, fils d'Humbert IV de Villette, qui possède ces charges.
Des reconnaissances passées entre un Jean de Villette, de la branche de Villette, et l'archevêque-comte de Tarentaise, Bertrand Ier de Bertrand, en 1308, indiquent que les seigneurs de Chevron possédaient encore des droits sur et dans la seigneurie.
Humbert IV et son fils Humbert V combattent auprès de leur suzerain durant la guerre delphino-savoyarde, opposant le dauphin de Viennois, Guigues VIII, maître du Faucigny, et le comte de Savoie, Aymon,. La forteresse de Châteauvieux est détruite en 1334-1335. Les pierres serviront à la construction du château de Chevron à Mercury.
En 1384, un Humbert de Chevron prête hommage au comte de Savoie, Amédée VII, pour les Investiture par les châteaux et châtellenies de Chevron et de Bonvillard,. L'année suivante, ce même Humbert, prête serment à l'archevêque de Tarentaise, Édouard de Savoie-Achaïe, à la suite de la demande du comte de Savoie. Au cours de la difficile minorité du comte Amédée VIII, la régente Bonne de Bourbon s'appuie sur la fidélité de cette famille en investissant, le 7 novembre 1392, Jacques de Villette en tant que bailli-châtelain de Savoie,. Demotz (1992) observe que si les Villette mettent leurs armes au service des Savoie, ils « [évitent] de trop s'engager dans l'administration princière, contre laquelle ils auraient pu avoir à défendre un alleu en Tarentaise, d'importantes juridictions en Savoie propre et aussi des droits en Valais ».
Au cours du XVe siècle, Pierre de Villette devient seigneur du mandement d'Ugine. Son fils, Philippe, est investi du château comtal,. Urbain de Villette est investi le 20 octobre 1440, par Philippe de Savoie, comte de Genevois et baron de Faucigny. Ce dernier agrandit le château.
En 1437, un Urbain de Villette donne la juridiction qu'il possède sur Villette au duc de Savoie. Il semble être le même qui passe l'accord pour le mandement et le château de Chevron, en 1463.
Le dernier Chevron Villette de la branche aînée, Gaspard, mort à 17 ans en 1630 sans postérité, fut le dernier Chevron Villette à Chevron. Sa sœur Jeanne-Françoise épousa en 1630 le comte Charles-François di Valperga, d'une vieille famille du Piémont, qui s'installa à Chevron. Malgré les fidéicommis et du fait de la puissance financière tant de la branche aînée des Chevron Villette et surtout de la famille Valperga, Charles-François de Valperga voulut conserver les titres de la famille. Il s'ensuivit un procès avec la branche subsistante des Chevron Villette : le Sénat de Savoie rendit deux arrêts favorables à la branche cadette, en 1661 et 1664, mais la restitution des biens n'eut jamais lieu. In fine, le 2 mai 1666, une transaction eut lieu et les Valperga prirent le titre de baron de Chevron, mais laissèrent les autres à la branche cadette. À la génération suivante, les Valperga se firent appeler comte de Chevron et deux générations plus tard, en 1755, la famille Valperga retourna en Italie et vendit son fief au comte de la Tour.
Le 1er avril 1604, Amé/Amédée III de Chevron voit Villette érigée en baronnie par le duc de Savoie,. Amédée de Chevron a été successivement conseiller et maître d'hôtel, chambellan et majordome ducal, ambassadeur en Suisse,. Ses descendants constituent la branche cadette.
Son arrière-petit-fils, Hyacinthe de Chevron Villette, prit le titre de comte de Monjoye et de baron de l'Orme à la suite de son mariage avec Françoise Hyeronime Anselme de Monjoye, héritière de ces terres. Le 27 juin 1771, il reçut investiture des seigneuries de Giez et Villette, de la baronnie de l'Orme et du comté de Monjoye, par Charles-Emmanuel III de Savoie, roi de Sardaigne.

### Implantation en Valais
Le chevalier Humbert (V) († entre 1361 et 1367) est seigneur de Chevron, Villette, Giez, Thénésol, Bonvillard, Rovagny (actuel hameau de Giez), etc. Il est fait bailli du Chablais, en résidence au château de Chillon, à deux reprises au cours du XIVe siècle,,. Il hérite à la mort de son beau-père, Pierre (II) d'Aigle, en 1343, des droits sur la sénéchalie épiscopale de Sion et les vidomnats d'Aigle, Sion-Bramois, Sierre et Viège, avec des doits aux Ormonts, à Ardon-Chamoson, Grône, Chalais, Verconrin, Muzot, Bernune, Rarogne et Naters.
Cette nouvelle alliance permet à la famille de s'implanter dans le Valais épiscopal. Les descendants d'Humbert (V) héritent de la charge de vidomne de Sion sur six générations et conservent les seigneuries valaisannes pendant plus de deux siècles.
Marguerite, fille d'Humbert (V), est mariée, vers 1367, à Humbert, surnommé le bâtard de Savoie, fils du comte Aymon de Savoie,,. Ce dernier avait épousé en premières noces, Andize d'Arvilars. De la seconde union avec Marguerite de Chevron Villette naît un fils, Amé, qui épouse une Marguerite de Villette, sans postérité.
Nicolas de Chevron († v. 1577), revend les vidomnats de Sierre à la commune, sauf la juridiction, en 1534, celui de Sion à la ville, en 1560, et il donne la sénéchalie de Sion à son petit neveu François de Montheys, en 1577.

## Seigneuries et possessions

### Seigneuries
Les membres de la famille de Chevron Villette sont seigneurs,, selon les périodes :
- En Tarentaise : de Chevron, de Fesson (1427, 1447) ;
- En Savoie Propre (Comté de Savoie) : de Thénésol, Marthod, seigneurs ou coseigneurs de Puits-Gauthier, Puteville, Saint-Pierre de Soucy, Chignin ;
- En Genevois (Comté de Genève) : de Villette en Genevois, Giez, Montfalcon, La Biolle, Clermont en Genevois ;
- En Maurienne : de Marciez, Bonvillard, Arvillard, Les Mollettes
- En Chablais savoyard: de Corsinge ;
- En Valais : de Pontverre et d'Aigle ;
- En Bugey : de La Couz et de La Bavoysière ;

### Possessions

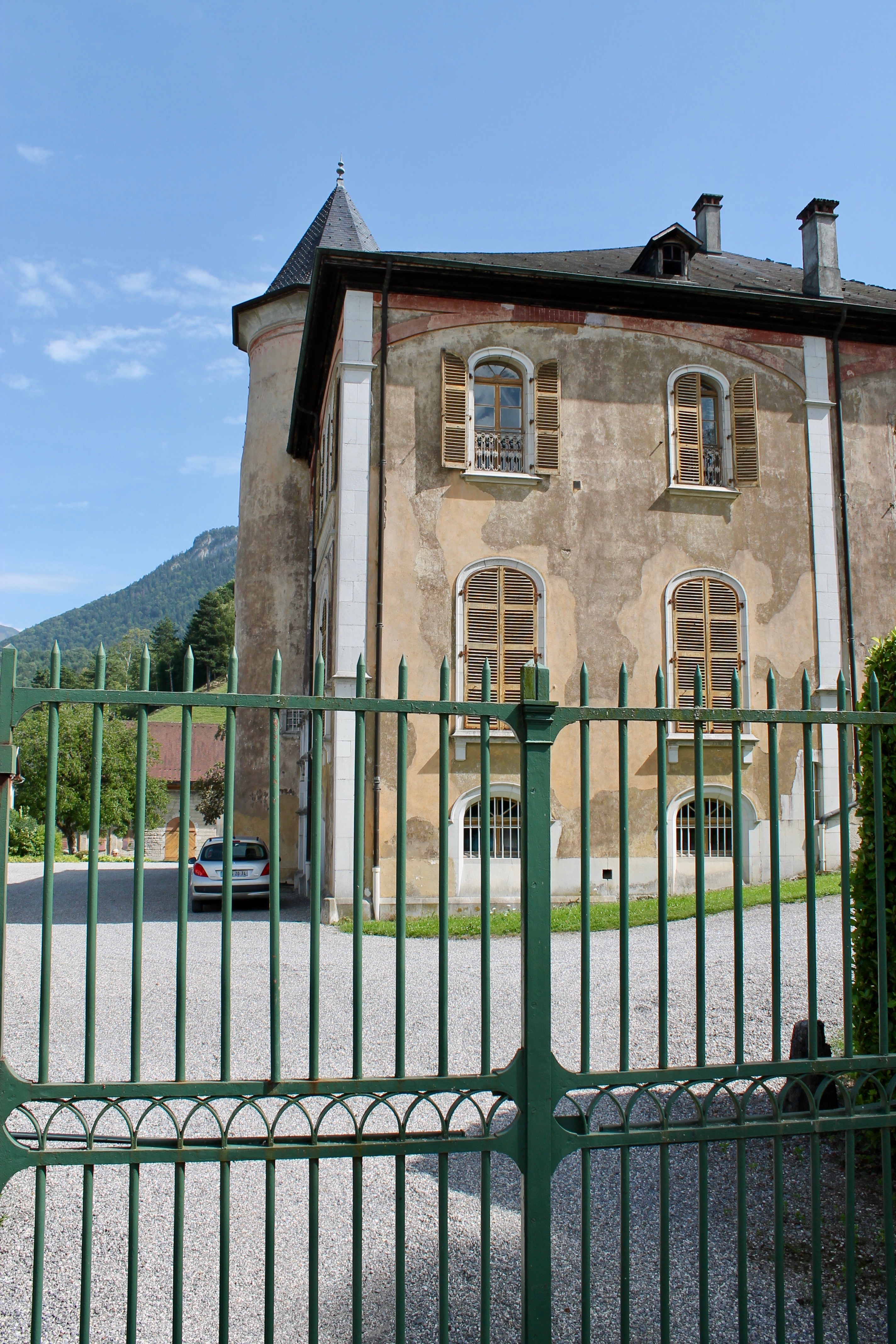
Château de Giez en 2017.

Liste des possessions tenues en nom propre ou en fief des familles Villette, Chevron puis de Chevron Villette :
- château de Chevron, à Mercury, situé à quelques kilomètres d'Albertville, en dessous du col de Tamié ;
- château de Feissons, à Feissons-sur-Isère ;
- château de Gye, à Giez, entre le Lac d'Annecy et Faverges ;
- château d'Héré (1539-1630)[38], à Duingt ;
- château de Montpon, à Alby-sur-Chéran ;
- maison forte de l'Orme, à Planaise, situé à proximité de Montmélian, dans la Combe de Savoie.

## Titres et qualités
« Jusqu'au XIIIe siècle les vassaux immédiats du Saint-Empire romain germanique, autres que les prélats, furent très nombreux en Savoie. Les marquis de La Chambre, les barons de Myolans, de Montmayeur, de Chevron, de Villette, de Briançon, (d'extraction chevaleresque), tenaient originairement leurs terres de l'empereur d'Allemagne, héritier des Bosonides et des Rodolphiens ». Ainsi Foras souligne que « Les Chevron Villette ont une place indiscutable dans les premiers rangs de la noblesse historique de notre ancien duché de Savoie... ils ont porté les titres de barons et comtes de Chevron, barons de Villette (en Tarentaise), barons de l'Orme (en Planaise) et comtes de Montjoie ».
Le titre de baron de Chevron est obtenu le 24 avril 1486,. Le titre de baron de Villette est obtenu le 1er avril 1604,.
Une attestation de noblesse des commissaires d'Auvergne de l'Ordre de St-Jean de Jérusalem est obtenue le 19 septembre 1716. En 1770, des preuves de noblesse sont apportées à la chambre royale des Comptes de Turin.
Charondas (1970) considère que le titre de comte de Villette serait un titre de courtoisie. Ce dernier ne semble pas prendre en compte l'ouvrage d'Amédée de Foras, Armorial et nobiliaire de l'ancien duché de Savoie (1863-1910).

## Offices
Des membres de la famille ont occupé les charges de :
- Vidomne de Genève (1332)[43] ;
- vidomnes de Rumilly en Albanais[1] ;
- vidomnes et sénéchaux de Sion[35], Viège, Ardon, Sierre, Chamoson[1], de Riddes[44]
- bailli de Savoie : Humbert (VI) de Villette (1351-1352)[45] ; Jacques de Villette (1392-1398)[45] ;
- bailli du Chablais : Humbert (V) de Chevron ou de Villette (1319, 1328-1330)[46].

Certains ont été châtelains de :
- Arlod et de La Tour de Châtel (juillet 1449-août 1450) ;
- Annecy (juillet 1355-mars 1356) ;
- Beaufort (mars 1371-avril 1380) ;
- Chambéry (1306-1310) ;
- Châtelet du Crédoz (1362-1384) ;
- Évian et Féternes (1318-1320) ;
- Flumet (1416-1419, 1467-1511) ;
- Hermance (1376-1389) ;
- Montmélian (1351-1352, 1392-1398).

## Héraldique
| Maison de Chevron Villette | Les armes de la famille de Chevron Villette se blasonnent ainsi : "D'azur au chevron d'or chargé d'un chevron de gueules accompagné de trois lionceaux d'or, deux affrontés en chef et un en pointe. Cimier : "Un bouc ou chevron issant de sable accolé d'une couronne ducale." Historique : Le blason des seigneurs de Chevron est "d'azur au chevron d'or chargé d'un de gueules" jusqu'en 1277 où la branche s'associe à celle des Villette portant pour blason "d'azur à trois lions d'or armez et lampassez de gueules." De la fusion des deux familles, ce dernier évolue en "d'azur au chevron de gueules bordé d'or, accompagné(e)(s) de trois lions du même, ceux du chef affronté." Devise : IN ARDVIS ou ALTISSIMA QVERO. La première partie semble être la devise des Chevron et la seconde des Villette. |

## Personnalités

### Filiation non prouvée
Selon la tradition, le futur pape Nicolas II, Gérard, Gérald, Gherard, Gerardus ou Giroldus (v. 990/995 - 1061), serait né dans le château de Chevron (Cisvaro), et appartiendrait à la famille de Chevron,,. L'historien Bernard Demotz envisage cette filiation comme vraisemblable.

### Seigneurs
- Amédée Ier de Villette, membre du Conseil comtal de Thomas Ier de Savoie[45].
- Humbert [II] de Villette, membre du Conseil comtal de Humbert II de Savoie[45].
- Humbert [IV] de Villette, bailli du Bugey et de Novalaise, ainsi que châtelain de Rossillon entre 1306 et 1309[45],[1].
- Humbert [V] de Chevron († v. 1361/1367), fils du précédent, bailli du Chablais pour le comte de Savoie en 1319[46], sénéchal de Sion et de plusieurs vidomnats par héritage de sa femme[27], châtelain d'Évian (1340-1343)[45].
- Humbert [VI] († av. février 1399, fils du précédent, chevalier, seigneur de Chevron, vidome de Sion avec son frère Pierre[50].
- Marguerite de Chevron Villette[40] (vivant au XIVe siècle), fille d'Humbert [V], épouse d'Humbert, seigneur d'Arvillard et des Molettes, fils naturel du comte Aymon de Savoie (1291-1343).
- Pierre [I] († av. 1418), fils d'Humbert [V], covidomne, puis vidomne de Sion, sénéchal de Sion, seigneur de Chevron à la mort de son frère[50].
- Jacques de Villette, bailli-châtelain de Savoie (1392-1398), au cours de la régence par Bonne de Bourbon[45].
- Pierre [II] chevalier, fils de Pierre [I], seigneur de Chevron, vice-bailli du Chablais (1398), châtelain de Conthey (1410)[50].
- Humbert [VI] de Chevron ou Villette, bailli de Savoie entre 1351 et 1352, puis châtelain de Beaufort (1355-1356)[45].
- Pétrand de Chevron († apr. 1475), vidomne et sénéchal de Sion (1422), héritier des fiefs en Valais[50].
- Pierre II de Chevron (vivant au XVe siècle), fils du précédent, vidomne de Sion[37].
- François de Chevron († av. 1531), fils du précédent, vidomne et sénéchal de Sion, etc., ambassadeur en France pour la République de Valais[37].
- François de Chevron († 1516), premier baron de Chevron (LP 24 avril 1487), seigneur de Bonvillard, Arvillard par mariage et il obtient l'érection de celle-ci en baronnie (1484) qu'il unie à celle de Chevron, conseiller et chambellan du duc (1504), grand écuyer de Savoie (1507), capitaine de Chambéry (1511), gouverneur de Mondovi (1514). Foras l'a donné comme gouverneur de Bretagne et chambellan du roi de France[37].
- Jean de Villette († apr. 1533), noble, seigneur de La Couz, de Montfalcon et de Saint-Pierre-de-Soucy, baron de Clermont (1526), baron de Chignin, écuyer (1524), chambellan (avant 1528) et maître d'hôtel (1533) de Philippe de Savoie, gouverneur du Genevois (1530 à 1532), gouverneur du duché de Nemours (1528)[51].
- Nicolas de Chevron († v. 1577), fils du précédent, vidomne et sénéchal de Sion, etc., revend les vidomnats et donne la sénéchalie à ses neveux[37].
- Michel de Chevron-Villette († v. 1574), baron et seigneur de Chevron, ministre plénipotentiaire pour la Savoie (1564, 1569)[52],[53].
- Hector de Chevron-Villette (1540- ????), fils du précédent, baron et seigneur de Chevron, seigneur de Dérée (Duingt), conseiller et grand chambellan (1601) du duc Charles-Emmanuel, premier maître d'hôtel du prince de Piémont, premier chevalier d'honneur au Sénat et gouverneur des princes de Savoie[52],[53].
- Marie-François-Sébastien-Joseph-Théophile, baron de Villette, dit le « comte de Chevron-Villette » (1775-1829), membre de la délégation conduite auprès des alliés en 1815 par Claude-François de Thiollaz, futur évêque d'Annecy, pour obtenir la restitution du duché à la dynastie de Savoie au Congrès de Vienne (Traité de Paris du 20 novembre 1815). La ville de Chambéry lui remet une médaille commémorative de cet événement historique. Il est adjudant-général, chef d'état-major de la Division de Savoie et chevalier des saints Maurice et Lazare. Son épouse, Antoinette-Alexandrine-Pauline-Ernestine de Dampiere (1779-1848), est dame de palais de la reine Christine et dame de croix étoilée d'Autriche[54].
- Théophile-Victor de Chevron Villette (1806-1886), fils du précédent, baron de Villette, dit le « comte de Chevron-Villette », officier sarde et député au Parlement du royaume de Sardaigne à Turin pour le duché de Savoie[55].

### Personnalités ecclésiastiques
Plusieurs membres ont fait carrières dans les ordres. La famille compte notamment trois archevêques de Tarentaise, un évêque d'Aoste et quatre abbés de Tamié, un abbé de Saint-Michel de la Cluse (val de Suse), trois abbesses de Betton.

#### Archevêques, évêques
- Humbert de Villette († 1272), fils du seigneur Humbert [II], évêque d'Aoste (1266-1272)[57].
- Humbert II de Villette, archevêque de Tarentaise (1378-1381).
- Urbain Ier de Chevron Villette (1472-1485), archevêque de Tarentaise en 1483[58].
- Benoît-Théophile de Chevron Villette, archevêque de Tarentaise (1633-1658).

#### Abbés de Tamié
En 1132, le comte Amédée III de Savoie autorise la fondation de l'Abbaye de Tamié, au Col de Tamié, en Tarentaise, par les moines de Citeaux, sur les terres des Chevron Villette.
L'abbaye de Tamié compte quatre abbés issus de cette famille :
- Urbain Ier de Chevron Villette (1472-1485), commendataire, devenu archevêque de Tarentaise en 1483[58] ;
- Urbain II de Chevron Villette (1492-1505), neveu du précédent[61] ;
- Jacques-François de Chevron Villette (1505-1506), son frère ou son neveu, commendataire, mais probablement trop jeune pour que lui incombe cette charge[61] ;
- Jean (II) de Chevron Villette (1584-1595, résigné), commendataire, mais fait profession[62],[52],[53].

#### Autres personnalités religieuses
Au cours des XIIIe et XIVe siècles, quatre ont été abbesses du Betton
- Dame de Villette, première abbesse vers 1220/1225[63],[64].
- Vuillielmine de Villette, fille du seigneur Humbert [II], vers 1276.
- Eygline de Villette, en 1310-1315[63].
- Catherine de Villette, vers 1370[63],[65].

Au cours de la période de 1438 à 1605, cinq membres de la famille sont prieurs de Notre-Dame d'Allondaz, dont :
- Urbain de Chevron Villette ;
- François de Villette, fait abbé il reçoit également la dignité de prieur de Saint-Ours (vallée d'Aoste), les cures de Giez et de Chevron[67].

Ont été abbés ou abbesses, prieurs ou prieures :
- Richard de Villette, fils du seigneur Humbert [II], prieur de Chamonix (1255-1296), prieur de Megève (1264-1296)[68],[69],[70].
- Guillaume de Villette, frère du précédent[70], prieur de Chamonix (1296-après 1323)[71], donné comme fils de Humbert (II) de Villette et donc frère de l'évêque Humbert de Villette (†1277)[70]
- Richard de Villette, ancien prieur, élu abbé de Saint-Michel-de-la-Cluse (1292-1296)[68].
- François de Villette, ancien prieur, élu abbé de Notre-Dame de Cavour, grand aumônier du duc Charles III[67].
- Claudine de Chevron Villette, abbesse de Sainte-Catherine du Mont (1586-1587)[72].
- Benoît-Théophile de Chevron Villette, prieur claustral de Talloires (1629)[73].

## Alliances

### Alliances avec la maison de Savoie
La famille de Chevron Villette s'est alliée par cinq fois avec la maison de Savoie :
- Humbert de Savoie, seigneur d'Arvillard, fils naturel du comte Aymon de Savoie, épouse Marguerite (Margot) de Chevron-Villette, fille d'Humbert V (+1343), chevalier, seigneur de Chevron Villette.
- Amédée de Savoie, chevalier des Molettes et de l'Orme, fils d'Humbert I de Savoie, épouse autre Marguerite de Villette, fille de Jean de Villette, chevalier et d'Andriette de Montmayeur.
- Jean de Savoie, chevalier, seigneur d'Arvillars, fils d'Humbert II de Savoie, chevalier, seigneur d'Arvillars, épouse Catherine de Chevron Villette.
- Bonne de Savoie, fille d'Humbert II cité ci-dessus, épouse Rollet de Chevron Villette, seigneur de Bonvillard.
- Françoise de Savoie, dame d'Arvillars, fille unique de Jean de Savoie, chevalier, seigneur d'Arvillars, épouse François, premier baron de Chevron.

### Alliances anciennes
Familles : d'Allinges, Bertrand de Chamousset, de Chabod, de Challant, de Compey, de Crescherel, de Dampierre, de Duyn, de Gilly, de La Fléchère de Beauregard, de Livron, de Loches, de Menthon, de Monteynard, de Montfalcon, de Monthouz, de Montmayeur, Perrucart de Ballon, de Pingon, de Quinson, de Sallenove, de Savoie, de Valpergue, de Varax.

### Alliances contemporaines
Familles : d'Andoque de Sériège, Belhomme de Franqueville, de Bourbon des Deux-Siciles, de Bouexic de Pinieux, de Buttet, de Carpentier, de Colbert, Copin de Miribel, de Damas, Dulong de Rosnay, Garin di Cocconato, de Goislard de Monsabert, d'Harcourt, Martin d'Ayguesvives, de Mascureau, de Poret, Pourroy de L'Auberivière de Quinsonas, Rouillé d'Orfeuil, de Rovira, de Vandières de Vitrac, de Viry.